# Cremocarpon pulchristipulum
Cremocarpon pulchristipulum är en måreväxtart som beskrevs av Cornelis Eliza Bertus Bremekamp. Cremocarpon pulchristipulum ingår i släktet Cremocarpon och familjen måreväxter. Inga underarter finns listade i Catalogue of Life.